# Oreopanax gargantae
Oreopanax gargantae är en araliaväxtart som beskrevs av José Cuatrecasas. Oreopanax gargantae ingår i släktet Oreopanax och familjen Araliaceae. Inga underarter finns listade.